# Эггерт Оулафссон
Эггерт Оулафссон (исл. Eggert Ólafsson; 1 декабря 1726, Svefneyjar, Вестфирдир — 30 мая 1768) — исландский исследователь, географ и филолог, научный писатель. Был одним из крупнейших деятелей в истории культуры, науки и экономики Исландии, выступал за сохранение исландского языка и культуры.

## Биография
Родился в семье фермера, с детства интересовался естественными науками. 
Окончил Копенгагенский университет (Исландия в то время была зависима от Дании), где изучал естественные науки, древние языки, грамматику, право и сельское хозяйство, со степенью бакалавра в 1750 году, после чего вернулся на родину.
В 1752—1757 годах совместно с Бьядни Паульссоном при финансовой поддержке со стороны датского правительства предпринял обширное путешествие по всей Исландии, о чём впоследствии написал книгу. Она была закончена в 1766 году, но издана лишь в 1772 году (уже после смерти автора и тоже за счёт государства) на датском языке под заглавием Reise igiennem Island. Помимо географических описаний в своей книге высказывал мысли о необходимости сохранения исландского языка в первозданном виде и призывал исландцев к патриотизму. Его главный труд о путешествии по Исландии содержит ценные для исследователей описания быта жителей Исландии середины XVIII века. Уже через два года эта работа была переведена и издана на немецком языке, в 1802 году вышла на французском, в 1805 году — на английском языке. На исландском она была издана лишь в 1942 году. Иногда Эггерта называют создателем единой исландской орфографии, хотя правила, предложенные им, и отличаются от современных. К числу других известных произведений его авторства относится поэма Búnadarbálkur, состоящая из 160 стихов и идеализирующая быт исландского крестьянства.
В 1760 году поселился вместе с шурином Бьёдном Халльдоурссоном в Сёйдлёйксдалюре. Летом 1767 года французские моряки под командованием Кергелена гостили у Эггерта, узнав от него много фактов об исландской природе.
Осенью 1767 года в возрасте 41 год он женился на своей кузине Ингибьёрг Гвюдмюндсдоуттир (Ingibjörg Guðmundsdóttir; 1733—1768) и переехал в небольшой домик в Хофстадире. 30 мая 1768 года, отплыв домой после зимнего пребывания в Сёйдлёйксдалюре, утонул вместе с женой, когда перегруженная лодка вследствие шторма перевернулась в море. Его смерть имела сильное эмоциональное воздействие на соотечественников, и в Исландии до середины XIX века писались плачи на его гибель.

## Память
В 1998 году в Ингьяльдсхоудле, где родилась и выросла Ингибьёрг Гвюдмюндсдоуттир, установлен мемориал ей и её мужу Эггерту Оулафссону работы скульптора Паудля Гвюдмюндссона.